# Provincia de Mondoñedo
Mondoñedo fue una de las siete provincias en que estuvo dividida Galicia durante la Edad Moderna y que desaparecieron en 1833 con la división provincial que dividió el territorio gallego en las cuatro provincias actuales. La provincia de Mondoñedo pasó a ser absorbida por la provincia de Lugo.
No se puede establecer una fecha concreta de creación de esta provincia que, junto con la provincia de Tuy, fue la última en surgir en la documentación, alrededor de 1550.
La provincia de Mondoñedo ocupaba una extensión de 2020 km². Lindaba por el oeste con la provincia de Betanzos, por el sur con la provincia de Lugo, al este con el Principado de Asturias y por el norte con el mar Cantábrico.
El límite con la provincia de Betanzos estaba marcado por la sierra de Faladoira, hasta la Peña Blanca, desde ahí el río Sor marcaba la linde. Con respecto a Lugo, estaba señalado por los que actualmente corresponden al concejo de Abadín, la feligresía de Vilaboa (en el actual concejo de Puente Nuevo) y la parroquia de Vilaodriz (también de Puente Nuevo), perteneciendo los tres a Mondoñedo. En el Coto de Frades, 961 m, se marcaba el triple confín de Mondoñedo con Lugo y Asturias. Entonces como ahora, el río Eo desde el lugar de Conforto, y en consecuencia, la ría de Ribadeo, señalaban la divisoria respecto a Asturias, pero la cima de los montes que conducen a la cima del citado Coto de Frades, desde Conforto marcaba la última raya que separaba del Principado. Estos límites señalados por Labrada, parece que deben corregirse en la ría, pues en sentencia del año 1580, Castropol extendía su jurisdicción "de una parte a otra de la ría", por lo que se señalaban una serie de mojones: Mirasol, Villavella, O Costal,..., como límites asturianos en la orilla izquierda. La división provincial de 1833, situaría de novo el centro de las aguas como divisoria.

## Ciudades
Además de la capital, Mondoñedo, las ciudades principales eran Vivero y Ribadeo, cuyos organismos rectores no siempre se mostraron conformes con las decisiones tomadas en la primera. Mondoñedo era y es una ciudad episcopal, y su diócesis abarcaba mayor superficie que la provincia.

## Subdivisiones
Como el resto de las provincias, estaba dividida principalmente en jurisdicciones y cotos. Entre las jurisdicciones, Bares y Mogor, Castromayor y Labrada, Galdo, Vilameá, Nois y Foz, Muras, Riotorto y Orrea, Trabada, Miranda, etc. Entre los cotos, Cabarcos, O Canedo, Burela, Vilaronte, Navea, Oirán, Grallal, etc. Las consideradas ciudades o villas poseían su jurisdicción concejil propia. Además de Mondoñedo, gozaban de la misma consideración Viveiro, Ribadeo, Ferrol y Vilanova de Lourenzá.

## Caracteres administrativos
Las antiguas provincias carecían de las competencias que tienen las provincias contemporáneas. Su principal papel era el de servir de unidades fiscales. En un segundo plano servían para la designación de los representantes en la Junta de Galicia, monopolio que prácticamente ostentaban las familias hidalgas de la ciudad episcopal, con derecho a presentar candidaturas al concejo mindoniense.